# Coleman, Florida
Coleman är en liten stad (city) i Sumter County i Florida. Vid 2010 års folkräkning hade Coleman 703 invånare.